# تاکه‌ئو چی
تاکه‌ئو چی (به ژاپنی: 地井武男 Chii Takeo)؛(۵ مهٔ ۱۹۴۲ – ۲۹ ژوئن ۲۰۱۲) یک هنرپیشه ژاپنی بود.
از فیلم‌ها یا برنامه‌های تلویزیونی که وی در آن نقش داشته است می‌توان به افسانه شاهدخت کاگویا اشاره کرد.